# Lijst van gouverneurs van Namen
Dit is een lijst van gouverneurs van Namen.

## Verenigd Koninkrijk der Nederlanden(1815-1830)
| Nr. | Gouverneur | Gouverneur                          | Ambtstermijn | Ambtstermijn |
| --- | ---------- | ----------------------------------- | ------------ | ------------ |
| 1   |            | Jean d'Omalius d'Halloy (1783-1875) | 1815         | 1830         |

## Koninkrijk België(1830-heden)
| Nr.   | Gouverneur | Gouverneur                             | Ambtstermijn | Ambtstermijn | Partij | Partij            |
| ----- | ---------- | -------------------------------------- | ------------ | ------------ | ------ | ----------------- |
| 1     |            | Goswin de Stassart (1780-1854)         | 1830         | 1834         |        | Liberalen         |
| 2     |            | Joseph Lebeau (1794-1865)              | 1834         | 1840         |        | Liberalen         |
| 3     |            | Edouard d'Huart (1800-1884)            | 1840         | 1847         |        | Liberale Partij   |
| 4     |            | Adolphe de Vrière (1806-1885)          | 1847         | 1848         |        | Liberale Partij   |
| 5     |            | Victor Pirson (1809-1867)              | 1848         | 1851         |        | Liberale Partij   |
| 6     |            | Charles de Baillet (1812-1875)         | 1853         | 1875         |        | Katholieke Partij |
| 7     |            | Gustave de Mévius (1834-1877)          | 1876         | 1877         |        | Katholieke Partij |
| 8     |            | Albert de Beauffort (1834-1914)        | 1877         | 1881         |        | Katholieke Partij |
| 9     |            | Léon Pety de Thozée (1841-1912)        | 1881         | 1882         |        | Liberale Partij   |
| 10    |            | Auguste Vergote (1818-1906)            | 1882         | 1884         |        | Liberale Partij   |
| 11    |            | Charles de Montpellier (1830-1914)     | 1884         | 1914         |        | Katholieke Partij |
| 12    |            | Paul de Gaiffier d'Hestroy (1865-1940) | 1919         | 1937         |        | Katholieke Partij |
| 13    |            | François Bovesse (1890-1944)           | 1937         | 1940         |        | Liberale Partij   |
| [ 1 ] |            | Georges Devos (1901-1958)              | 1940         | 1941         |        | Onbekend          |
| [ 1 ] |            | Antoine Leroy (1876-1960)              | 1941         | 1942         |        | REX               |
| [ 1 ] |            | Emmanuel Gérard de Croÿ (1908-1997)    | 1942         | 1944         |        | Onbekend          |
| [ 1 ] |            | Henri Lambert de Rouvroit (1892-1985)  | 1944         | 1945         |        | Onbekend          |
| 14    |            | Robert Gruslin (1901-1985)             | 1945         | 1968         |        | Liberale Partij   |
| 15    |            | René Close (1918-1977)                 | 1968         | 1977         |        | PS                |
| 16    |            | Pierre Falize (1927-1980)              | 1990         | 2004         |        | PS                |
| 17    |            | Émile Lacroix (1920-1993)              | 1980         | 1987         |        | PS                |
| 18    |            | Émile Wauthy (1927-1999)               | 1987         | 1994         |        | PSC               |
| 19    |            | Amand Dalem (1938-2018)                | 1994         | 2007         |        | PSC               |
| 20    |            | Denis Mathen (1965)                    | 2007         | heden        |        | MR                |